# التأثير الهندي على العلوم الإسلامية
كان العصر الذهبي للإسلام، الذي شهد ازدهارًا في العلوم، وخاصة الرياضيات وعلم الفلك والطب والزراعة، وخاصة خلال القرنين التاسع والعاشر، مصحوبًا بترجمات كبيرة من لغات العالم، ومنها اللغات الهندية.
وفي هذه الحقبة، كانت بغداد بمثابة المركز الأبرز للنشاط الفكري في العالم الإسلامي. وسرعان ما أدرك القادة العباسيون في بغداد إمكانية استقطاب المزيد من العلوم في مجالات مثل علم الفلك والرياضيات والطب. فوجَّهوا اهتمامهم إلى الهند وبلاد فارس للحصول على المعرفة المتقدمة. لقد وفرت سيطرة العباسيين على فارس والسند طريقًا حيويًا للوصول إلى الخبرة الهندية. وشهدت هذه الفترة زيارة عالم الفلك والرياضيات والدبلوماسي الهندي من السند، كاناكا، إلى بلاط الخليفة المنصور (754-775). أثار علم الفلك والرياضيات الهندي اهتمام الخليفة، فأمر إبراهيم الفزاري ويعقوب بن طارق بترجمة نصوص براهماجوبتا المهمة، ونصوص براهماسفوتا سيدهانتا وخانداخادياكا. وقد أدخلت هاتان الترجمتان، اللتان تحملان اسمي السند والأركند، مفهوم الأرقام الهندية إلى العالم الإسلامي. وعلى نحو مماثل، تمت ترجمة الجداول الفلكية الفارسية المتأثرة بعلم الفلك الهندي، زيج شهريار، إلى اللغة العربية باسم زيج شهريار. لعب عالم القرن التاسع الخوارزمي، الذي تعلم اللغة السنسكريتية، دورًا محوريًا في نشر نظام الأرقام الهندي عالميًا. قام عالم معاصر آخر، وهو الكندي، بتأليف أربعة كتب عن الأرقام الهندية.
وكانت الممارسات الطبية والأدوية الهندية مطلوبة بشدة في العالم الإسلامي أيضًا. وقد تمت ترجمة العديد من النصوص الطبية السنسكريتية إلى اللغة العربية، برعاية خالد بن برمك، وزير المنصور. كان خالد في الأصل من عائلة بوذية في بلخ، واعتنق الإسلام بعد الفتح الإسلامي لفارس. أظهرت عائلته، المعروفة باسم البرامكة في بغداد، اهتمامًا كبيرًا بالابتكارات الهندية. في عهد الخليفة هارون الرشيد (788-809)، كُلف بترجمة كتاب سوسروتا سامهيتا إلى اللغة العربية. علاوة على ذلك، فإن العمل الطبي العربي البارز كتاب الحاوي، والذي تُرجم لاحقًا إلى اللاتينية باسم (Liber continens) في القرن الثالث عشر، كتبه الرازي (865-925)، والذي يتضمن تأثيرات من المعرفة الطبية الهندية.

## التاريخ
على مدى الجزء الأكبر من الألفية، من العصر السلوقي وحتى العصر الساساني، كان هناك تبادل للمنح الدراسية بين المجالات الثقافية اليونانية والفارسية والهندية.[بحاجة لمصدر] يعود أصل اللاشيء في الرياضيات ونظام القيمة المكانية بشكل ملحوظ إلى هذه الفترة؛ حيث نشأ استخدامه المبكر في الرياضيات الهندية في القرن الخامس (لوكافيباجا [الإنجليزية])، مما أثر على علماء العصر الساساني الفارسي خلال القرن السادس.
لقد أدى الفتح الإسلامي المفاجئ لبلاد فارس في أربعينيات القرن السابع إلى إحداث شرخ بين التقاليد المتوسطية والهندية، ولكن النقل العلمي سرعان ما استؤنف، مع ترجمات الأعمال اليونانية والسنسكريتية إلى اللغة العربية خلال القرن الثامن. وقد أدى هذا إلى ازدهار العلوم في العصر العباسي، والتي تركزت في بغداد في القرن التاسع، واستئناف نقلها إلى الغرب عبر الأندلس وصقلية المسلمتين بحلول القرن العاشر.[بحاجة لمصدر]
كان هناك اتصال مستمر بين العلماء الهنود من جهة والعلماء الفارسيين والعرب من جهة أخرى، وخلال القرنين التاسع والحادي عشر بينما توقف الفتح الإسلامي للهند مؤقتًا لمدة 400 عام. سافر البيروني على نطاق واسع في الهند في أوائل القرن الحادي عشر وأصبح مصدرًا مهمًا للمعرفة حول الهند في العالم الإسلامي خلال ذلك الوقت، بل واعتُبر أول من درس الهنديات.

## علم الفلك
تم استقبال نص علم الفلك الرياضي "براهماسيدانتا" لبراهماجوبتا (598-668) في بلاط المنصور (753-774). وقد ترجمه الفزاري إلى العربية باسم الزيج على سني العرب، المعروف شعبيًّا باسم السند هند. كانت هذه الترجمة هي الوسيلة التي بدأت مفاهيم الترميز الهندوسية تنتثل من اللغة السنسكريتية إلى التقاليد العربية، وظهور الأرقام العربية. بحسب البيروني:
كتب إدوارد ساشاو، مترجم ومحرر البيروني: "بعكس ما يشيع عند الغرب فإن براهماجوبتا هو الذي أدخل مفاهيم الرياضيات للعرب وليست العلوم اليونانية". كما ترجم الفزاري كتاب "خانداخادياكا" (أراكاند) لبراهماجوبتا.
ومن خلال الترجمات العربية الناتجة عن ذلك للسندهند والأراكاند، أصبح استخدام الأرقام راسخًا في العالم الإسلامي.

## الرياضيات
أصل كلمة الدالة المثلثية (ساين - "sine") يأتي من الترجمة اللاتينية الخاطئة للكلمة العربية (الجيب)، وهي ترجمة عربية للكلمة السنسكريتية التي تعني نصف الوتر، (جايسيم).
كانت دالتا الجيب وجيب التمام في علم المثلثات مفاهيم رياضية مهمة، طورهم المسلمون من مفاهيم فترة جوبتا في علم الفلك الهندي، وتحديدًا دالتي جيا وكوتي جيا من خلال ترجمة نصوص مثل أريابهاتيا وسوريا سيدهانتا، من السنسكريتية إلى العربية، ثم من العربية إلى اللاتينية، ثم إلى لغات أوروبية أخرى.
أبو الحسن الإقليدي، أحد علماء الخلافة العباسية، كتب كتاب "الفصول في الحساب الهندي" لمعالجة الصعوبة في إجراءات الحساب من عناصر إقليدس، وأيد استخدام مفاهيم الحساب الهندي على اليوناني وتطويره. وسلط الضوء على سهولة استخدامه وسرعته ومتطلباته الأقل للذاكرة والنطاق الموجه للموضوع.

## النصوص الطبية
قام منكه، وهو طبيب هندي في بلاط هارون الرشيد، بترجمة كتاب سوشروتا (النص السنسكريتي الكلاسيكي (في عصر جوبتا) عن الطب) إلى اللغة الفارسية.
تُرجم عدد كبير من النصوص الطبية والدوائية والسمومية السنسكريتية إلى العربية تحت رعاية خالد، وزير المنصور. كان خالد ابنًا لكاهن كبير في دير بوذي في بلخ. قُتل بعض أفراد عائلته عندما فتح العرب بلخ؛ بينما نجا آخرون، بمن فيهم خالد، واعتنقوا الإسلام. عُرفوا فيما بعد باسم برامكة بغداد، الذين انبهروا بالأفكار الجديدة القادمة من الهند. وحظيت المعرفة الطبية الهندية بمزيد من الدعم في عهد الخليفة هارون الرشيد (788-809) الذي أمر بترجمة كتاب "سسروتا سامهيتا" إلى العربية.

نعرف أن يحيى بن خالد البرمكي (805) كان راعيًا للأطباء، وتحديدًا لترجمة الأعمال الطبية الهندية إلى العربية والفارسية. إلا أن نشاطه، على الأرجح، كان في فلك بلاط الخلافة في العراق، حيث تُرجمت هذه الكتب إلى العربية بناءً على أمر هارون الرشيد (786-809). مع أن المنظور الثقافي للبرمكي كان، بلا شك، مدينًا بشيء ما لأرضهم الأصلية، في فارس وشمال أفغانستان، وربما يكون اهتمام يحيى البرمكي بالطب نابعًا من تقاليد عائلية لم تعد معروفة.

تمت ترجمة كتاب كاراكا سمهيتا إلى الفارسية ثم إلى العربية بواسطة عبد الله بن علي في القرن التاسع.

| « | ربما تم إنشاء أول مستشفى إسلامي (بيمارستان) في بغداد على يد يحيى بن خالد بن برمك، معلم هارون الرشيد ووزيره لاحقًا عندما أصبح الأخير خليفة في عام 786. لا بد أن مستشفى يحيى بن خالد بن برمك، الذي يُشار إليه عادةً باسم مستشفى البرمكيين، قد تم إنشاؤه قبل عام 803، وهو العام الذي سقطت فيه عائلة البرمكيين من السلطة. وقد ذُكر المستشفى في موضعين في كتاب ابن النديم الفهرست الذي كُتب عام 997. كان ابن دهن الهندي، الذي أدار بيمارستان البرمك. قد ترجم أعمالًا من اللغة الهندية إلى العربية. وأمر يحيى بن خالد منكاه (كانكاه) الهندي، بترجمة (كتاب هندي في الطب) في المستشفى لتقديمه في شكل مصنف. | » |

يقال إن كتاب الحاوي للرازي الذي يعود تاريخه إلى حوالي عام 900 طور المعرفة الهندية من نصوص مثل ساسروتا سامهيتا.

## الجغرافيا
إن المعرفة الجغرافية الهندية التي ترجمها العرب كانت من وجهة نظر أريابهاتا القائلة بأن الدوران اليومي الظاهري للسماء كان بسبب دوران الأرض حول محورها، وفكرة أن نسبة الأرض والبحر على سطح الأرض كانت نصف ونصف، وأن كتلة الأرض كانت على شكل قبة ومغطاة بالمياه من جميع الجوانب.
استفاد العرب من النظام الخرائطي الهندي الذي اعتبر نصف الكرة الشمالي هو الجزء المأهول من الأرض وقسمه إلى تسعة أجزاء. وكانت حدودها الجغرافية الأربعة هي: جمكوت في الشرق، وروم في الغرب، وسيلان كقبة، وسيدبور.
كان الهنود يعتقدون أن خط الزوال الرئيس يمر عبر أوجاين وكانوا يحسبون خطوط الطول الخاصة بهم من سيلان. وقد طوَّر وصحح العرب هذه الفكرة بأن سيلان هي قبة الأرض، وبعكس الهنود الذين اعتقدوا خطأً أن أوجين هي القبة فإن تطوير المسلمين لهذا العلوم كان ثوريًّا.

## طالع أيضًا
- العلوم والتكنولوجيا في الهند
- الرياضيات الهندية
- علم الفلك الهندي
- مخطوطة بخشالي
- تقريب بخشالي
- بارماكيدز
- الثقافة الهندية الفارسية

## روابط خارجية
- تطور الأرقام عند العرب: فصل من كتاب الأرقام الهندية العربية بقلم ديفيد يوجين سميث